# Bonda (Inde)
Pour les articles homonymes, voir Bonda.
Le bonda (en télougou : బోండా) est un mets typique de la cuisine de l'Inde du Sud dont il existe différentes versions, sucrées ou salées selon les régions. C'est une sorte de beignet à base de purée de pomme de terre et farine de pois chiche.

## Préparation
Le processus de préparation d'un bonda épicé implique la friture de la garniture de pommes de terre (ou d'autres légumes) réduites en purée et formées en boulettes. Celles-ci sont préalablement trempées et enrobées d'une pâte à frire à base de farine de pois chiche.
Il existe des variantes de bonda, sucrées ou épicées. Les Kéralites préfèrent la version sucrée, qu'ils appellent sugiyan, tandis que la version salée est commune dans le reste de l'Inde. La version épicée et plus aplatie est connue sous le nom de batata vada dans le Maharashtra.
Dans certaines variantes régionales du Kerala, on remplace la pomme de terre par du tapioca (tapioca bonda) ou de la patate douce et des oignons, des œufs durs (mutta bonda), du masala, de la viande hachée et d'autres ingrédients.
Le bonda aux légumes est une spécialité de la cuisine udupi, dans lequel des petits pois frais et d'autres légumes finement émincés tels que haricots verts, carottes et feuilles de coriandre sont utilisés comme garniture.